# Nanofilamentos de diamante
Os nanofilamentos de diamante (em inglês: diamond nanothreads ou DNTs
) são formas alotrópicas do carbono, com uma nanoestrutura idêntica à do diamante. Este nanomaterial é 20 mil vezes menor do que um fio de cabelo humano e é o filamento mais pequeno e o mais forte alguma vez desenvolvido, podendo, por isso, ser o segredo para a construção do primeiro elevador espacial.